# Peter Möbus
Peter Möbus (* 1954 in Köln) ist ein deutscher Maler.
Peter Möbus studierte von 1972 bis 1980 an der Fachhochschule Köln und schloss sein Studium als Meisterschüler bei Karl Marx ab. Er lehrte als Dozent an der Kölner Werkkunstschule und bekleidete dort auch das Amt eines Dekans.
Möbus ist Landschaftsmaler und orientiert sich an der Kunst des 19. Jahrhunderts, insbesondere an  Turner, und er pflegt die Freilichtmalerei.
Bereits 1980 kaufte die Kunstsammlung des Deutschen Bundestages zwei dieser frühen Werke von Möbus.
Neuere Arbeiten befassen sich mit der Erfahrung von Gewalt und Tod während des Ersten Weltkrieges.
Durch die Verwendung zeitgenössischer Dokumentaraufnahmen von den Schlachtfeldern in Westeuropa in Verbindung mit Übermaltechnik Tempera/Öl auf mit Photo bedruckter Leinwand entstanden so Impressionen von Gewalt und Krieg. Diese Bilder wurden in seiner Ausstellung im Deutsch-Russischen Museum Berlin-Karlshorst: "Imprints of War" gezeigt.